# باول وول
باول وول (بالإنجليزية: Paul Wall)‏ هو مغني وكاتب أغاني وموسيقي ودي جيه أمريكي، ولد في 11 مارس 1981 في هيوستن في الولايات المتحدة.

## وصلات خارجية
- الموقع الرسمي
- باول وول على موقع IMDb (الإنجليزية)
- باول وول على موقع ميوزك برينز (الإنجليزية)
- باول وول على موقع رولينغ ستون (الإنجليزية)
- باول وول على موقع إن إن دي بي (الإنجليزية)
- باول وول على موقع أول ميوزيك (الإنجليزية)
- باول وول على موقع ديسكوغز (الإنجليزية)
- باول وول على موقع ديسكوغز (الإنجليزية)
- باول وول على موقع قاعدة بيانات الفيلم (الإنجليزية)